# 이산화 탄소의 광전기화학적 환원
이산화 탄소의 광전기화학적 환원(영어: Photoelectrochemical reduction of carbon dioxide) 또는 이산화 탄소의 광전기분해(photoelectrolysis of carbon dioxide)는 이산화 탄소가 입사광의 에너지에 의해 일산화 탄소 또는 탄화수소로 환원되는 화학 공정이다. 이 과정에는 대부분 반도체 물질인 촉매가 필요하다. 이 화학 반응의 실현 가능성은 이탈리아 광화학자인 자코모 루이지 치아미치안에 의해 처음으로 이론화되었다. 그는 이미 1912년에 "[적절한 촉매를 사용함으로써 물과 이산화 탄소의 혼합물을 산소와 메탄으로 변환하거나 다른 흡열 과정을 유발하는 것이 가능해야 한다]"고 말했다.
더욱이 환원된 화학종은 다른 과정의 귀중한 원료로 판명될 수 있다. 이용되는 입사광이 태양 에너지인 경우 이 과정은 또한 재생 가능 에너지와 CO2 환원을 결합한 에너지 경로를 잠재적으로 나타낸다.

## 열역학
CO2가 다양한 생성물로 환원되는 열역학 퍼텐셜은 다음 표에 pH = 7에서 NHE에 대해 주어진다. CO2가 CO2●− 라디칼로 단일 전자 환원되는 것은 25 °C의 수용액에서 1 atm 기압 하에 pH = 7에서 NHE에 대해 E° = −1.90 V에서 일어난다. CO2의 높은 음의 열역학적으로 불리한 단일 전자 산화·환원 전위의 원인은 선형 분자와 굽은 라디칼 음이온 사이의 큰 재배열 에너지 때문이다. CO2 환원을 위한 양성자 결합 다전자 단계는 열역학적으로 더 안정한 분자가 생성되므로 일반적으로 단일 전자 환원보다 유리하다.
| CO 2 + 2 H+ + 2 e− → CO + H 2O     | E0 = −0.53 V |
| CO 2 + 2 H+ + 2 e− → HCOOH         | E0 = −0.61 V |
| CO 2 + 4 H+ + 4 e− → HCHO + H 2O   | E0 = −0.48 V |
| CO 2 + 6 H+ + 6 e− → CH 3OH + H 2O | E0 = −0.38 V |
| CO 2 + 8 H+ + 8 e− → CH 4 + 2 H 2O | E0 = −0.24 V |
| CO 2 + e− → CO− 2                  | E0 = −1.90 V |

## 동역학
열역학적으로 양성자 결합 다전자 CO2 환원은 단일 전자 환원보다 쉽다. 그러나 다중 양성자 결합 다전자 과정을 관리하는 것은 동역학적으로 엄청난 도전이다. 이는 탄화수소 및 알코올로의 CO2 전기화학적 이종 환원에 대한 높은 과전압으로 이어진다. 단일 환원된 CO2●− 라디칼 음이온의 이종 환원은 음으로 편향된 전극과 음으로 대전된 음이온 사이의 반발 상호작용 때문에 더욱 어렵다.
그림 2는 p형 반도체/액체 접합의 경우 빛에 노출될 때 반도체/액체 계면에서 광 생성 전자를 사용할 수 있음을 보여준다. 산화 환원 종의 환원은 반도체/액체 계면에서의 밴드 굽힘으로 인해 금속 전극에 비해 빛에 노출된 p형 반도체에서 덜 음의 전위에서 발생한다. 그림 3은 열역학적으로 일부 양성자 결합 다전자 CO2 환원이 반도체의 띠틈 내에 있음을 보여준다. 이는 p형 반도체에서 CO2를 광환원하는 것을 가능하게 한다. p-GaP, p-CdTe, p-Si, p-GaAs, p-InP, p-SiC를 포함한 다양한 p형 반도체가 CO2 광환원에 성공적으로 사용되었다. 그러나 동역학적으로 이러한 반응은 주어진 반도체 표면에서 극히 느리다. 이는 이러한 반도체 표면에서 CO2 환원에 상당한 과전압을 유발한다. 높은 과전압 외에도 이러한 시스템은 지속 가능성(이 시스템에서는 빛 에너지 외에는 아무것도 소비되지 않음), 태양 에너지를 화학 에너지로 직접 변환, 에너지 집약적 공정에 재생 가능 에너지 자원 활용, 공정의 안정성(반도체는 빛에 노출될 때 실제로 안정적임) 등 몇 가지 장점을 가지고 있다. CO2의 광환원에 대한 다른 접근 방식은 분자 촉매, 광감응제 및 희생 전자 공여체를 포함한다. 이 과정에서 희생 전자 공여체는 과정 중에 소모되고 광감응제는 장시간 빛에 노출될 때 분해된다.

## 용매 효과
p형 반도체 광전극에서의 CO2 광환원은 수성 및 비수성 매질 모두에서 달성되었다. 수성 및 비수성 매질의 주요 차이점은 CO2의 용해도이다. 1 atm의 CO2 수성 매질에서의 CO2 용해도는 약 ≈ 35 mM인 반면, 메탄올에서의 CO2 용해도는 약 210 mM이고 아세토나이트릴에서는 약 210 mM이다.

### 수성 매질
CO2를 폼산으로 광환원하는 것은 수성 매질의 p-GaP 광음극에서 시연되었다. p-GaP에서의 CO2 광환원에 대한 다른 여러 보고 외에도 p-GaAs, p-InP, p-CdTe, 및 p+/p-Si와 같은 다른 p형 반도체들도 CO2 광환원에 성공적으로 사용되었다. CO2 광환원의 최저 전위는 p-GaP에서 관찰되었다. 이는 더 높은 띠틈 p-GaP (2.2 eV) 광음극에서 예상되는 높은 광전압 때문일 수 있다. 폼산 외에도 CO2 광환원에서 관찰되는 다른 생성물은 폼알데하이드, 메탄올 및 일산화 탄소이다. p-GaP, p-GaAs 및 p+/p-Si 광음극에서는 주 생성물이 폼산이며 소량의 폼알데하이드와 메탄올이 생성된다. 그러나 p-InP 및 p-CdTe 광음극에서는 일산화 탄소와 폼산이 비슷한 양으로 관찰된다. Hori가 금속 전극에서의 CO2 환원을 기반으로 제안한 메커니즘은 수성 매질에서 폼산(단일 환원된 CO2●− 라디칼 음이온이 표면에 흡착되지 않는 경우)과 일산화 탄소(단일 환원된 CO2●− 라디칼 음이온이 표면에 흡착되는 경우) 모두의 형성을 예측한다. 이 동일한 메커니즘은 단일 환원된 CO2●− 라디칼 음이온이 표면에 흡착되지 않기 때문에 p-GaP, p-GaAs 및 p+/p-Si 광음극에서 주로 폼산이 형성되는 것을 설명하는 데 사용될 수 있다. p-InP 및 p-CdTe 광음극의 경우 CO2●− 라디칼 음이온의 부분적 흡착으로 인해 일산화 탄소와 폼산이 모두 형성된다. CO2 광환원에 대한 낮은 촉매 전류 밀도와 경쟁적인 수소 발생은 이 시스템의 두 가지 주요 단점이다.

### 비수성 매질
CO2 용해도 및 확산 제한을 기반으로 수성 매질에서 달성할 수 있는 CO2 환원의 최대 촉매 전류 밀도는 10mA cm−2에 불과하다. p-Si (1.12 eV), p-InP (1.3 eV), p-GaAs (1.4 eV), p-GaP (2.3 eV)에 대한 태양 에너지 전환의 기존 Shockley-Quiesser 한계에서 Air Mass 1.5 조명 하의 통합 최대 광전류는 각각 44.0 mA cm−2, 37.0 mA cm−2, 32.5 mA cm−2 및 9.0 mA cm−2이다. 따라서 DMF, 아세토나이트릴, 메탄올과 같은 비수성 매질은 CO2 전기화학적 환원을 위한 용매로 탐색된다. 또한 메탄올은 렉티졸법에서 CO2의 물리적 흡수제로 산업적으로 사용되었다. 수성 매질 시스템과 유사하게 p-Si, p-InP, p-GaAs, p-GaP 및 p-CdTe가 CO2 광전기화학적 환원에 탐색된다. 이 중 p-GaP는 가장 낮은 과전압을 가지는 반면, p-CdTe는 DMF와 5% 물 혼합 시스템에서 중간 과전압이지만 높은 촉매 전류 밀도를 가진다. 비수성 매질에서의 CO2 환원의 주 생성물은 일산화 탄소이다. 비수성 매질에서는 경쟁적인 수소 생성이 최소화된다. 비수성 매질에서 CO2가 CO로 환원되는 제안된 메커니즘은 CO2가 CO2●− 라디칼 음이온으로 단일 전자 환원되고 라디칼 음이온이 표면에 흡착된 다음, 환원되지 않은 CO2와 CO2●− 라디칼 음이온 사이의 불균등화 반응을 통해 CO32−와 CO가 형성되는 것을 포함한다.

## 같이 보기
- 인공 광합성
- 이산화 탄소의 전기화학적 환원
- 이산화 탄소의 광화학적 환원
- 물의 광전기분해
- 광전기화학